# Antoine Loysel
Antoine Loysel (Beauvais, 16 febbraio 1536 – Parigi, 28 aprile 1617) è stato un giurista e avvocato francese.

## Biografia
Studiò diritto a Tolosa dove fu allievo di Jacques Cujas; seguì il maestro a Cahors e a Bourges dove conobbe Pierre Pithou. Terminati gli studi, svolse l'attività di avvocato a Parigi ottenendo anche incarichi di rilievo. Espresse un parere negativo riguardo alle possibili nozze tra il duca e fratello del re Enrico III di Francia, Francesco Ercole di Valois, e Elisabetta I d'Inghilterra auspicato invece dalla madre Caterina de Medici.
Legato alla scuola culta francese, i suoi studi non si limitarono al diritto romano ma spaziarono anche sul tema delle consuetudini antiche di cui realizzò una celebre raccolta, caratterizzata da una precisa metodologia sistematica, dei principi generali.